# Stand Up and Run
«Stand Up and Run» — песня канадской рок-группы Billy Talent. Релиз состоялся 6 февраля 2013 года в качестве сингла к альбому Dead Silence. Также в этот день появилось официальное видео на YouTube. Песня была очень успешной, дошла до девяностого места на Canadian Hot 100 и удерживала первую позицию на Billboard Canadian Rock Chart в течение шести недель.

## Трек
| №  | Название           | Длительность |
| -- | ------------------ | ------------ |
| 1. | «Stand Up and Run» | 3:21         |

## Чарты
| Чарты (2013)                    | Высшая позиция |
| ------------------------------- | -------------- |
| Canadian Hot 100                | 90             |
| Canadian rock/alternative chart | 1              |